# Zoulikha Tahar
Zoulikha Tahar, connue aussi sous son nom d'artiste Toute Fine, est une féministe algérienne, poétesse et réalisatrice. Elle s'est, depuis 2015, produite sur plusieurs scènes en Algérie, en France mais aussi en Belgique et au Liban. En 2017, elle a édité “Presque deux”, un recueil de poésie qui jongle avec l’algérien dialectal, le français et l’arabe littéraire. Ses textes abordent la complexité des liens familiaux, ainsi que le rapport à la terre natale. Thèmes également présents dans ses films. Zoulikha Tahar fait partie de la sélection 2023 de la Berlinale Talents 

## Biographie
Zoulikha Tahar a commencé à écrire sous le pseudo « Toute Fine » en 2015.
Elle se fait connaître en 2017 par un film co-réalisé avec Sam MB traitant du harcèlement de rue. Ce court métrage, "La Rue", a été projeté dans plusieurs évènements culturels et militants,. 
En 2017, elle édite avec la contribution de l'Institut français d'Oran un recueil de poésie  "Presque deux", qu'elle adapte ensuite sur les planches du théâtre de la Nouvelle Seine, à Paris. Le spectacle, "Autour de presque deux", fait également partie de la programmation 2019 de la nuit de la poésie organisée par la Maison de la Poésie et l'Institut du Monde Arabe.
En 2018, elle participe à l'Université d'été de La Fémis. Elle y réalise "Une Vie d'Essais", un court-métrage documentaire remarqué dans plusieurs festivals. Puis "Kol Youm", prix du public et du jury au Festival de Noisy-Le-Sec. 
En tant que slameuse, elle est aussi membre fondatrice du groupe Parabole, avec qui elle se produit de 2019 à 2022, avant de se consacrer pleinement à l'écriture et la réalisation de ses films. 

## Associations

### Collectif Awal
Awal (qui signifie mot) est le nom du collectif composé de quatre slameurs : Zoulikha (Toute Fine), Samia (Sam Mb) et Sedik (Sedik OMS) avec lesquels interviennent des musiciens et chanteurs (tels que Sabri Farouk (guitariste et chanteur) et Kamel Hadji (aussi guitariste et chanteur). Les scènes du collectif sont très riches de diversité. Ce dernier jongle entre le slam et le chant aux influences blues, soul et pop alternative.

Cofondatrice de Les journées du film de femmes d'Oran 